# Mokgacha
Mokgacha è un villaggio del Botswana situato nel distretto Nordoccidentale, sottodistretto di Ngamiland West. Il villaggio, secondo il censimento del 2011, conta 354 abitanti.

## Località
Nel territorio del villaggio sono presenti le seguenti 4 località:
- Danga di 116 abitanti,
- Kogobiye di 2 abitanti,
- Lejao di 24 abitanti,
- Wao